# Messeturm (Frankfurt am Main)
Der Messeturm (Eigenschreibweise: MesseTurm) ist ein Wolkenkratzer im Westend von Frankfurt am Main. Mit einer Höhe von 256,5 Metern ist er das zweithöchste Hochhaus in der Europäischen Union und war zur Zeit seiner Fertigstellung ab 1990 das höchste Hochhaus Europas. Diesen Titel musste der Messeturm 1997 an den Frankfurter Commerzbank Tower abgeben.

## Lage
Der Name Messeturm ergibt sich aus dem Standort an der Friedrich-Ebert-Anlage unmittelbar neben dem Eingang City zum Messegelände. Er steht jedoch außerhalb des Messegeländes und wird nicht für Messeveranstaltungen genutzt.
Der Messeturm wird oft fälschlicherweise im Stadtteil Gallus verortet, da die Friedrich-Ebert-Anlage als „gefühlte Grenze“ zwischen den Stadtteilen Gallus und Westend angesehen wird, tatsächlich gehört das gesamte östliche Messegelände bis zur S-Bahn zum Stadtteil Westend-Süd.

## Planung und Bau
1985 richtete die Messe Frankfurt einen Architektenwettbewerb aus, mit dem Ziel, einen neuen Büroturm zu erstellen, der das Wahrzeichen der Messe werden sollte. Das in Chicago ansässige Architekturunternehmen Murphy/Jahn wurde schließlich mit der Erstellung dieses Projektes beauftragt. Tishman Speyer Properties wurde von der Messe Frankfurt damit betraut, das ambitionierte Projekt zu einem funktionalen und profitablen Ergebnis zu führen. Tishman Speyer Properties, die das Gebäude als Investorengesellschaft zusammen mit der Citibank errichtet haben, kam zu dem Schluss, dass bedeutende Einsparungen und Verbesserungen der Leistungsfähigkeit durch einen Neuentwurf der Struktur, Mechanik, Elektrik, der Aufzugsanlage und weiterer Elemente erzielt werden können. Innerhalb von 27 Monaten wurde ein vollständig neuer Konstruktionsplan angefertigt, so dass im Juli 1988 mit dem Bau des Frankfurter Messeturms begonnen werden konnte.
Weil das innenstadtnahe Westend bereits dicht bebaut war, stand für die Baustelleneinrichtung nur eine sehr kleine Fläche, etwa so groß wie zwei Tennisplätze, zur Verfügung. Schon vor dem Abschluss der Bauarbeiten zogen im unteren Teil des Gebäudes erste Mieter ein.
Mit einer Gesamthöhe von 257 Metern bietet der Turm 63.000 Quadratmeter Bürofläche, davon 61.711 Quadratmeter Nutzfläche. Die Pyramide auf dem Dach ist 36,6 Meter hoch. Der Turm ist eine komplette Stahlbetonkonstruktion, der Turmkern mit den Aufzugsschächten und Treppenhäusern wurde mit einer Gleitschalung im 24-Stunden-Schichtbetrieb hergestellt. Die Pyramidenspitze enthält Teile der Haustechnik und ist nicht für Mieter und die Öffentlichkeit zugänglich. Sie ist abends und nachts beleuchtet und besonders gut im Landeanflug auf den Frankfurter Flughafen erkennbar.
Die öffentliche Tiefgarage des Messeturms bietet Raum für 900 Parkplätze. Auch ein direkter Zugang zum U-Bahnhof Festhalle/Messe der U-Bahn Frankfurt ist vorhanden. Die Baukosten des Messeturms beliefen sich auf rund 500 Millionen DM. Das Gebäude besitzt 24 Personenaufzüge, um die ca. 4000 dort arbeitenden Menschen zu ihren Arbeitsplätzen zu befördern. Die Geschossfläche beträgt 41 × 41 Meter.

## Architektur

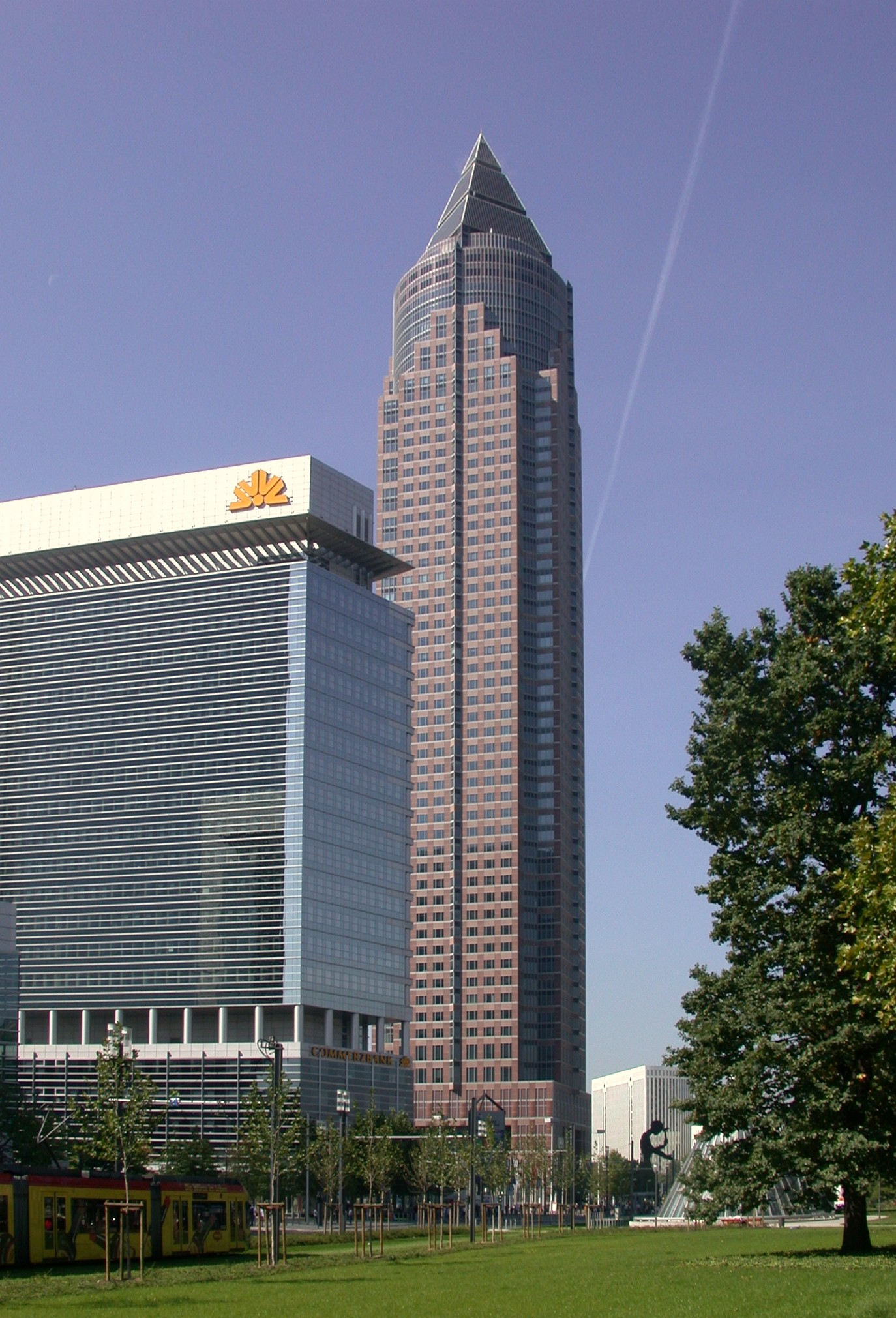
Ansicht von der Friedrich-Ebert-Anlage

Aufgrund seiner Spitze wird der Turm auch „Bleistift“ genannt. Die Fassade besteht aus poliertem roten Granit. 
Der Turm war das erste Gebäude des deutsch-amerikanischen Architekten Helmut Jahn in seinem Heimatland. Er orientierte sich bei der Gestaltung an den Art-déco-Wolkenkratzern der 1930er Jahre und am nicht umgesetzten Entwurf des Campanile aus dem Jahr 1983 von Hans Robert Hiegel. 
Die Konstruktion des Messeturms ähnelt der des Hochhauses Bank of America Plaza in Atlanta. 
Aus dem quadratischen Sockel wächst der Turmschaft mit zunächst quadratischem Grundriss, dann mit eingezogenen Ecken. Der Zylinder des oberen Turmbereichs geht in die dreigeschossige Pyramide der Turmspitze über.
Der Architekturkritiker Michael Mönninger schrieb über den Turm: 
„Der schlanke Obelisk mit seinem nachts illuminierten Pyramidendach wurde ‚leuchtender Grabstein‘ genannt, dessen faszinierende Fernwirkung in krassem Widerspruch zu seiner monotonen Nutzung als Büroturm ohne jedes öffentliche Angebot in Form von Atrium, Gastronomie oder Aussichtsterrasse stand. Und die extreme Fassaden-Detaillierung – pilasterartige Halbsäulen als Fenstergewände aus rotem schwedischen Granit, kannelierte Metall-Schmuckleisten, Erker-Blenden und Zikkurat-Stufen – erschien ganz aus der Nahsicht des Reißbretts entworfen worden zu sein, was aber auf größere Distanz zum postmodernen Pepita verschwamm. Im Vergleich jedoch zu den seelentötenden, blausilbern glitzernden Spiegelschränken, die Jahn zuvor von Nordamerika bis Südafrika entworfen hatte, war der Frankfurter Messeturm eine sorgfältig historisierende Augenweide, die auch bei Laien die Sehnsucht nach dem Vertikalismus der amerikanischen Hochhauspioniere weckte.“

## Konstruktion
Das Gebäude ist eine Stahlbetonkonstruktion. Der Lastabtrag von horizontalen Lasten wie dem Wind erfolgt über die Wandscheiben der Aufzüge und Treppenhäuser im Kern und die umlaufende Lochfassade. Der Achsabstand der Fassadenstützen beträgt 3,6 Meter bei einem Meter Stützenbreite. Im Erdgeschoss wird die gesamte Lochfassade über vier vorgespannte Abfangriegel auf vier Eckwinkel und acht Außenstützen abgetragen. Die Normalgeschossdecken sind 24 Zentimeter dicke Flachdecken. Das Hochhaus hat mit 58,8 Metern Kantenlänge eine 3460 Quadratmeter große quadratische Fundamentplatte, die in der Mitte sechs Meter dick ist und sich zu den Rändern auf drei Meter verjüngt. Die Platte mit einer Betonmenge von 17.000 Kubikmetern wurde in einem Stück innerhalb von 72 Stunden betoniert. Unter der Fundamentplatte sind 64 Bohrpfähle mit 1,3 Metern Durchmesser und einer Länge bis zu 34,9 Metern angeordnet (Pfahl-Platten-Gründung). Die Gründungstiefe liegt bei ungefähr 14 Meter unter Geländeoberkante.

## Eigentümerwechsel

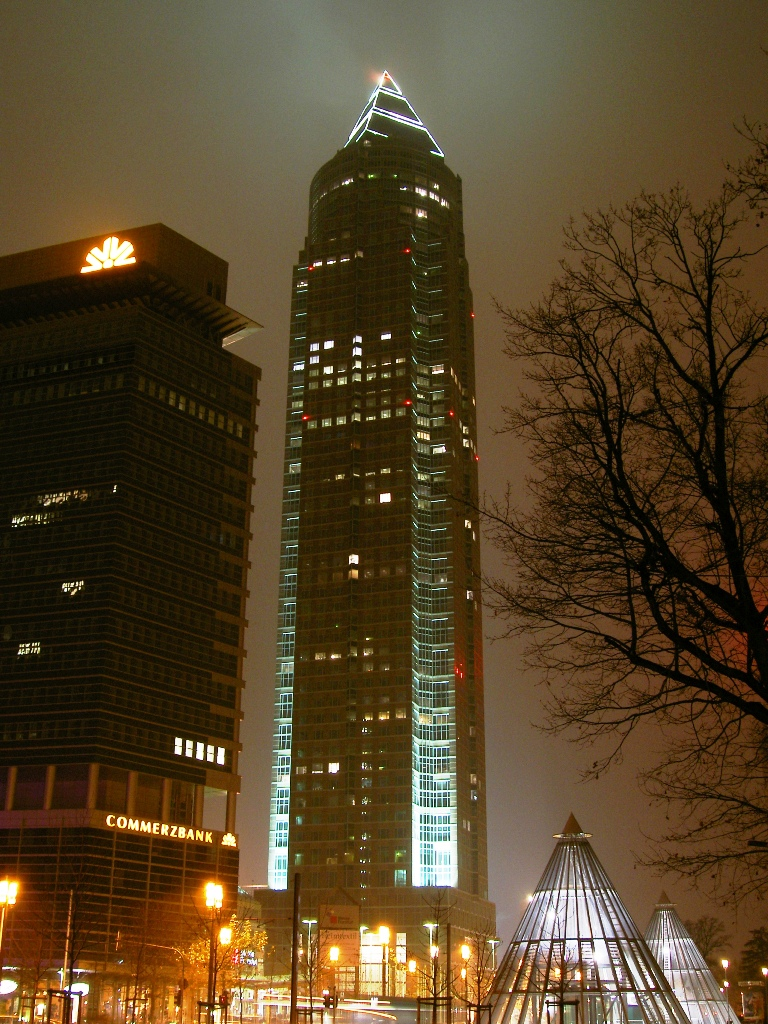
Messeturm bei Nacht

Am 14. Februar 2002 kaufte ein europäisches Finanzkonsortium eine Mehrheitsbeteiligung von 85 Prozent am Frankfurter Messeturm zu einem Preis im hohen dreistelligen Millionen-Euro-Bereich. Verkäufer waren japanische Financiers sowie der amerikanische Immobilienkonzern Tishman Speyer Properties. Diese Transaktion wurde von den Immobilienmanagement-Unternehmen GLL Real Estate Partners und WestWind Capital Partners strukturiert und vollzogen. Die Tochtergesellschaft der GLL Real Estate Partners, GLL Property Management, hat zum 1. Juni 2006 auch die Verwaltung des Messeturms übernommen. Hinter diesen Firmen stehen große Kapitalanleger wie die Versicherungsgruppe Generali, der internationale Immobilienkonzern Lend Lease sowie die Immobilieninvestmentgruppe KanAm. Der japanische Baukonzern Kajima will seine Beteiligung von 15 Prozent am Messeturm fortführen.
Der Verkauf des Messeturms im ersten Quartal 2002 war nach Verlautbarung einer der beteiligten Investorengesellschaften eine Konsequenz der Terroranschläge auf das World Trade Center am 11. September 2001. Seit diesem Zeitpunkt sind alle Objekte mit Wahrzeichencharakter separat gegen Terroraktivitäten zu versichern. Der Messeturm war nach Angaben von KanAm eines der ersten Hochhäuser, das nach dem Anschlag in New York verkauft wurde.
Eigentümer des Messeturms ist mit Stand vom 16. September 2014 die US-amerikanische Investmentgesellschaft Blackstone Group.

## Nutzung
Der Messeturm ist für Besucher nicht zugänglich und bietet keine Aussichtsplattform.
Der Frankfurter Messeturm ist in Bauausführung, Ausstattung und Lage eine der herausragenden und wertvollsten Büroimmobilien Deutschlands mit einer Vielzahl renommierter und zahlungskräftiger Mieter. Nach Angaben des Münchner Emissionshauses KanAm war das Hochhaus im November 2006 zu 71 Prozent vermietet. Hauptmieter sind Goldman Sachs und Thomson Reuters. Seit 2009 befindet sich das japanische Generalkonsulat in der 34. Etage, nachdem es das Japan Center verlassen hat. Ein weiterer Mieter ist die Anti-Geldwäsche-Behörde (englisch Anti-Money Laundering Authority) der Europäischen Union.

## Gefährdung
Nach den Terroranschlägen am 11. September 2001 unter anderem auf das frühere World Trade Center in New York wurden um 19:51 Uhr am selben Tag in Deutschland zahlreiche Hochhäuser unter besonderen Schutz gestellt und evakuiert, so auch der Messeturm. Die hessische Landesregierung empfahl, alle „symbolträchtigen Hochhäuser“ in der Mainmetropole zu schließen. Dazu gehörten neben dem Messeturm auch der Commerzbank Tower, das Deutsche-Bank-Hochhaus und der Eurotower als damaliger Sitz der Europäischen Zentralbank. Am Tag darauf wurden gegen 8:30 Uhr alle Hochhäuser in Frankfurt wieder normal geöffnet.
Aufgrund einer anonymen Bombendrohung wurde der Messeturm am 12. September um 9:37 Uhr erneut geräumt. Um 10:41 Uhr wurde das Gebäude wieder freigegeben, nachdem die Sicherheitskräfte Entwarnung gegeben hatten.
Am 5. Januar 2003 kaperte ein 31-jähriger Mann einen Motorsegler und kreiste damit zwei Stunden lang über der Innenstadt. Der Mann hatte nach dem Start in Babenhausen um 14:55 Uhr unter anderem damit gedroht, die Maschine in das Hochhaus der Europäischen Zentralbank zu steuern. Mehrere Gebäude der Stadt, darunter auch der Messeturm, wurden daraufhin vorsorglich geräumt.
Aus Sicherheitsgründen wurde das Gebäude während der Fußball-Weltmeisterschaft 2006 abgeriegelt.

## Baufirmen
| Generalunternehmer:        | Hochtief                                                                  |
| Tragwerksplanung:          | Fritz Nötzold Grandjean & Koll. Vermessungsing. Irwin Cantor & Associates |
| Fassadenplanung:           | Josef Gartner                                                             |
| Prüfstatik Tragwerk:       | BGS Ingenieursozietät                                                     |
| Geotechnik:                | CDM Grundbauinstitut Sommer                                               |
| Lichtplanung:              | TIR Systems                                                               |
| Baugrund:                  | Mueser Rutledge Consulting Engineers Grund- und Pfahlbau                  |
| Beratungsunternehmen:      | Jaros, Baum & Bolles                                                      |
| Umwelttechnische Beratung: | CDM Grundbauinstitut Sommer                                               |
| Facility Management:       | WISAG Gebäudetechnik                                                      |
| Bauphysik:                 | vRP von Rekowski und Partner                                              |
| Brandschutz:               | AK Productions LLC                                                        |
| Windgutachter:             | Walter Pieckert                                                           |
| Zementlieferant:           | Dyckerhoff AG                                                             |
| Lieferant von Baukränen:   | Liebherr                                                                  |
| Aufzugshersteller:         | Schindler Aufzüge                                                         |
| Transparente Brandschutz:  | Pilkington Deutschland                                                    |

## Trivia

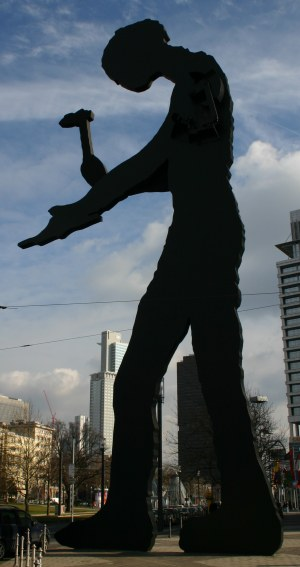
Hammering Man

Herausgeber der Webpräsenz über den Messeturm ist die MesseTurm PropCo S.à r.l. mit Sitz in der Stadt Luxemburg.
Der Messeturm ist neben dem Opernturm und dem The Squaire, beide ebenfalls in Frankfurt, sowie dem Schneefernerhaus auf der Zugspitze eines von vier Gebäuden in Deutschland mit einer eigenen Postleitzahl (60308).
Vor dem Messeturm steht seit 1991 die circa 25 Meter hohe bewegliche Skulptur Hammering Man von Jonathan Borofsky, welche die Silhouette eines Arbeiters darstellt.
Der Messeturm war bereits 16-mal Austragungsort des Treppenlauf SkyRun; hier starten auch Feuerwehr Teams in vollständiger Feuerschutzkleidung und mit Pressluftatmern.